# Cuscuta angulata
Cuscuta angulata är en vindeväxtart som beskrevs av Georg George Engelmann. Cuscuta angulata ingår i släktet snärjor, och familjen vindeväxter. Inga underarter finns listade i Catalogue of Life.